# Nema Kunku
Nema Kunku (Namensvariante: Sare Mawndeh [alter Name]) ist eine Ortschaft im westafrikanischen Staat Gambia.
Nach einer Berechnung für das Jahr 2013 leben dort etwa 36.134 Einwohner, das Ergebnis der letzten veröffentlichten Volkszählung von 1993 betrug 1208.

## Geographie
Der Ort befindet sich südlich des Flusses Gambia. Nema Kunku befindet sich in der West Coast Region, Distrikt Kombo North, und liegt westlich von Wellingara an der Straße nach Sukuta. Sie liegt damit am südlichen Rand der Kombo-St. Mary Area.

## Bauwerke und Infrastruktur
Im Februar 2020 wurde durch den Brikama Area Council (BAC) die neu errichtete Markthalle zur Nutzung frei gegeben. Die Anlage hat eine Kapazität um mehr als 100 Verkäufer aufzunehmen.